# Indiana Jones and the Last Crusade: The Action Game
Indiana Jones and the Last Crusade: the Action Game is een computerspel uit 1989, gebaseerd op de film Indiana Jones and the Last Crusade. Officieel bevat de titel van het spel niet het toevoegsel “the Action Game”, maar dit wordt over het algemeen gebruikt om het spel te onderscheiden van het eveneens in 1989 uitgebrachte grafische avonturenspel.

## Omschrijving
De speler neemt de rol aan van Indiana Jones. Doel van het spel is net als in de film het vinden van de Heilige Graal. Voordat deze kan worden gevonden, moet de speler eerst het Kruis van Coronado, een schild en een dagboek opsporen.
Het spel bestaat uit vier levels, elk met meerdere mogelijke routes. Indy is gewapend met zijn bekende zweep. Het eerste level speelt zich af in een grottencomplex onder Colorado, en op een trein. Het tweede level is een combinatie van Venetiaanse catacomben en Kasteel Brunwald in Oostenrijk. Het derde level speelt zich af in een zeppelin. Het vierde level speelt zich af in de tempel waar de graal ligt.

## Platforms
| Jaar | Platform                                                          |
| ---- | ----------------------------------------------------------------- |
| 1989 | Amiga, Amstrad CPC, Atari ST, Commodore 64, DOS, MSX, ZX Spectrum |
| 1990 | SEGA Master System                                                |
| 1991 | Game Gear                                                         |
| 1992 | Sega Mega Drive                                                   |
| 1993 | NES                                                               |
| 1994 | Game Boy                                                          |

## Ontvangst
| Beoordeeld door        | Platform           | Datum            | Score |
| ---------------------- | ------------------ | ---------------- | ----- |
| Joystick (Frans)       | SEGA Master System | april 1991       | 88%   |
| VideoGame              | SEGA Master System | januari 1992     | 80%   |
| Amiga Joker            | Amiga              | december 1994    | 73%   |
| The Games Machine (GB) | Amiga              | september 1989   | 48%   |
| Power Play             | SEGA Master System | februari 1991    | 48%   |
| The Games Machine (GB) | ZX Spectrum        | september 1989   | 46%   |
| GamePro (USA)          | NES                | december 1993    | 40%   |
| Power Play             | Game Gear          | februari 1993    | 38%   |
| Sega-16.com            | Sega Mega Drive    | 30 augustus 2007 | 30%   |
| NES Center             | NES                | 2001             | 10%   |